# 瓦爾塔
瓦爾塔（Warta）是波蘭的一座城市。2004年，有人口3,392人。
 维基共享资源上的相關多媒體資源：瓦爾塔
51°42′N 18°38′E / 51.700°N 18.633°E